# کلیتون (روستا)، نیویورک
کلیتون (به انگلیسی: Clayton) یک روستا در ایالات متحده آمریکا است که در شهرستان جفرسون، نیویورک واقع شده‌است. کلیتون ۶٫۶ کیلومتر مربع مساحت و ۱٬۹۷۸ نفر جمعیت دارد و ۸۴ متر بالاتر از سطح دریا واقع شده‌است.